# Juri Wassiljewitsch Besdudny

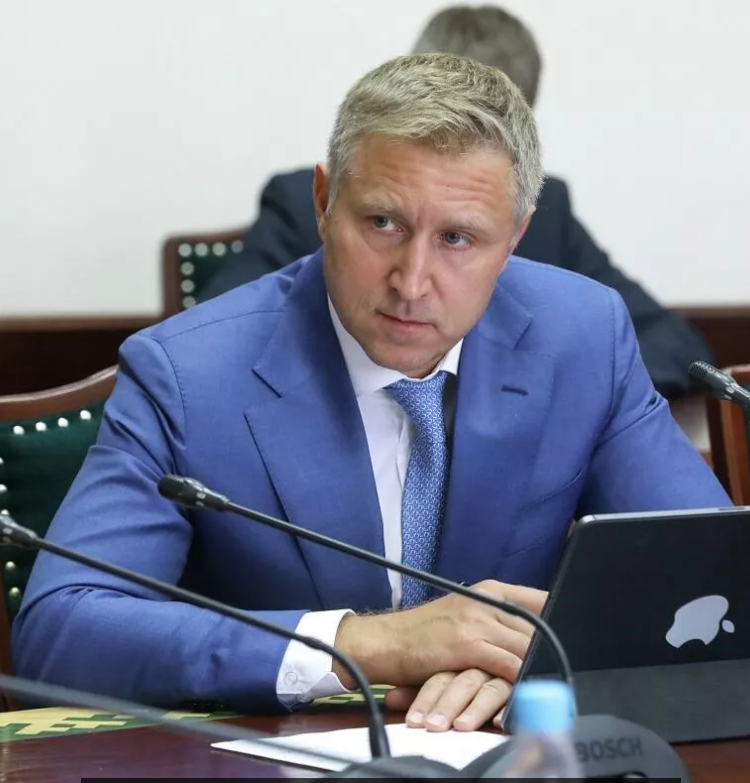
Juri Wassiljewitsch Besdudny

Juri Wassiljewitsch Besdudny (russisch Юрий Васильевич Бездудный; * 1. Mai 1969 in der Oblast Brjansk, RSFSR, UdSSR) ist ein russischer Politiker und Staatsmann von der Partei Einiges Russland.

## Leben
Besdudnij absolvierte 1991 die Höhere Militärkommandoschule für Nachrichtenwesen in Orjol (Akademie des Föderalen Schutzdienstes von Russland). Einen weiteren Abschluss erlangte er 2001 von der Russischem Akademie für Volkswirtschaft und Öffentlichen Dienst beim Präsidenten der Russischen Föderation. 
Seit 1987 bekleidete Besdudnij verschiedene Ämter in den Staatssicherheitsinstanzen der UdSSR und von Russland.
2007 wurde er zum stellvertretenden Leiter der Stadtverwaltung von Brjansk ernannt. 2014 wurde er zum stellvertretenden Verwaltungsleiter des Rayons Odinzowo der Oblast Moskau. 
Am 18. März 2019 stieg Besdudnij stellvertretenden Gouverneur des Autonomen Kreises der Nenzen (AKN) auf.  
Am 2. April 2020 wurde er per Erlass des russischen Präsidenten Wladimir Putin zum amtierenden Gouverneur des AKN ernannt. Bei den darauffolgenden Gouverneurswahlen im September 2020 wurde er zum Gouverneur des AKN gewählt. Im März 2025 wurde er aus dem Amt entlassen. 

## Sonstiges
Wegen des russischen Angriffskrieges gegen die Ukraine befindet sich Besdudnij auf der Sanktionsliste der westlichen Staaten.